# Луміна
Луміна (рум. Lumina) — село у повіті Констанца в Румунії. Адміністративний центр комуни Луміна.
Село розташоване на відстані 196 км на схід від Бухареста, 14 км на північний захід від Констанци, 132 км на південь від Галаца.

## Населення
За даними перепису населення 2002 року у селі проживали 6225 осіб.
Національний склад населення села:
| Національність   | Кількість осіб | Відсоток |
| ---------------- | -------------- | -------- |
| румуни           | 5734           | 92,1%    |
| татари           | 306            | 4,9%     |
| цигани           | 94             | 1,5%     |
| турки            | 70             | 1,1%     |
| росіяни-липовани | 13             | 0,2%     |

Рідною мовою назвали:
| Мова      | Кількість осіб | Відсоток |
| --------- | -------------- | -------- |
| румунська | 5785           | 92,9%    |
| татарська | 299            | 4,8%     |
| циганська | 73             | 1,2%     |
| турецька  | 61             | 1,0%     |